# Башня Дракона
Башня Дракона (кит. упр. 龙塔, пиньинь lóng tǎ) или Башня Хэйлунцзян (кит. 黑龙江塔) — радио-телебашня в Харбине (Китай).

## Строительство
Архитектором башни является профессор Марен Лэ. На проект правительство выделило около 200 млн юаней КНР. Строительство башни Дракона началось в апреле 1998 года и закончилось 28 октября 2000 года и было официально открыто для туризма 29 октября 2002 года.

## Высота
Высота башни составляет 336 метров, из-за чего башня занимает 7-е место среди телевизионных башен Азии и 22-е место по высоте в мире. Среди цельностальных башен, Башня Дракона, является самой высокой в Азии и второй по высоте в мире (после Киевской башни в Украине).

## Использование
В первых этажах башни представлены восковые фигуры великих людей в истории Китая (Императоры, военачальники, путешественники, изобретатели и политики), здесь находятся кафе, магазины, галерея и аптека. В высоких этажах ведут телевизионное и радио вещание.
На высоте 186 метров расположен вращающийся ресторан с шведским столом, а на высоте 190 метров располагается смотровая площадка, где можно увидеть приток Амура, реку Сунгари.
На башне в 2007 году на высоте 110 метров были установлены качели, получившие название «Игрушка для смелых». Качели расположены прямо над платформой обозрения.

## Галерея

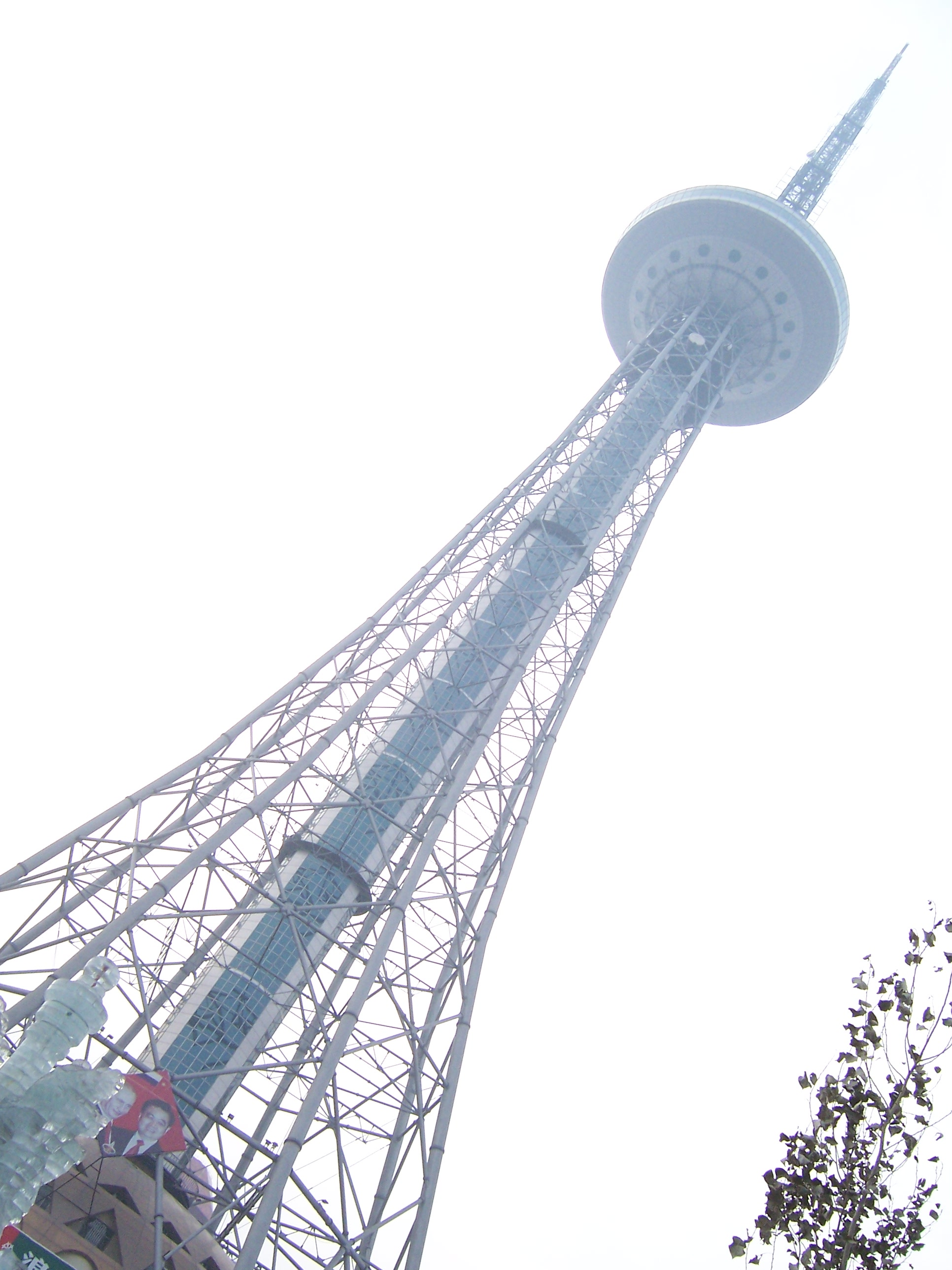
Вид у основания башни.
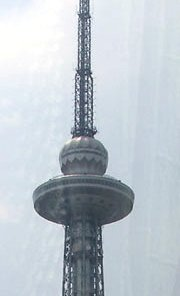
Верхушка башни.